# Кредікард-Холл
Кредікард-Холл (порт. Credicard Hall) — музичний і концертний зал у місті Сан-Паулу, Бразилія. Зал був відкритий у вересні 1999 року, його загальна вмістимість — 7500 чоловік, що робить його найбільшим концертним залом Бразилії та одним з найбільших в Латинській Америці.

## Зовнішні посилання
- Офіційна сторінка залу (порт.)
- Історія залу[недоступне посилання з липня 2019] (порт.)

| Бразилія | Це незавершена стаття з географії Бразилії. Ви можете допомогти проєкту, виправивши або дописавши її. |